# Милхаузен (Горњи Палатинат)
Милхаузен (њем. Mühlhausen) град је у њемачкој савезној држави Баварска. Једно је од 19 општинских средишта округа Нојмаркт (Горњи Палатинат). Према процјени из 2010. у граду је живјело 4.619 становника. Посједује регионалну шифру (AGS) 9373146.

## Географски и демографски подаци
Милхаузен се налази у савезној држави Баварска у округу Нојмаркт (Горњи Палатинат). Град се налази на надморској висини од 406 метара. Површина општине износи 37,0 km². У самом граду је, према процјени из 2010. године, живјело 4.619 становника. Просјечна густина становништва износи 125 становника/km².